# Tepeköy (Kaman)
Tepeköy ist ein Dorf im Landkreis Kaman in der Provinz Kırşehir. Das Dorf liegt etwa 20 km südöstlich der Kreisstadt Kaman.
Der Name des Dorfes, das sich auf einer Anhöhe befindet, setzt sich aus den Bestandteilen „Tepe = Hügel“ und „köy = Dorf“ zusammen. Die Nihat-Tekin-Moschee im Ort wurde 1997 erbaut.
Das Dorf ist ein turkmenisches Dorf, dessen Einwohner aus mehreren Clans (Kabile) besteht. Die Clans kamen ursprünglich aus dem Gebiet Chorasan ( Ost Iran). Das Dorf wurde in der ersten Hälfte des 19. Jahrhunderts gegründet. Bereits Mitte des 20. Jahrhunderts war das Dorf sehr weit entwickelt, es besaß damals eine Grundschule und eine weiterführende Schule sowie eine Post- und eine Polizeistation. Zu dieser Zeit besuchten auch Kinder aus den Nachbardörfern die Schule. Mit der Auswanderung ab den 1950er Jahren nach Europa schrumpfte die Einwohnerzahl und die Bedeutung des Ortes. Die meisten der Auswanderer sind in Deutschland, Österreich, der Schweiz, den Niederlanden und in Frankreich ansässig geworden.
Administrativ gehört das Dorf zum Landkreis Kaman und befindet sich direkt an der Grenze zum zentralen Landkreis (Merkez) Kırşehir. Das Dorf İbrişim (im Volksmund Erbişim) liegt im Süden und ist fünf Kilometer entfernt. Meşeköy ist ebenfalls ein Nachbardorf und ist zwei Kilometer entfernt. Die kurdischen Dörfer Çadırlıkörmehmet und Çadırlıhacıbayram sind ebenfalls Nachbardörfer und waren früher sogar an Tepeköy angegliedert. Tepeköy liegt geographisch gesehen fast in der Mitte zwischen Kaman und Kırşehir.
Es herrscht ein kontinentales Klima. Die Höchsttemperaturen liegen im Winter um fünf bis acht °C, die Nachttemperaturen unter dem Gefrierpunkt. Im Sommer werden tagsüber 30–35 und Nachts 18–23 Grad gemessen. Schnee ist im Winter keine Seltenheit. Aufgrund des niedrigen Niederschlag (350 mm) im Jahr, ist die karge Landschaft Steppen und Wüsten ähnlich. Die Zahl der Sonnenstunden beträgt über das Jahrmittel zwischen 2600 und 2850 h.